# Георг IV фон Ортенбург
Георг IV (V) фон Ортенбург (на немски: Georg IV (V) von Ortenburg) е граф на Ортенбург-Нойортенбург (1603 – 1627), господар на дворец Нойдек, Дорфбах и Хайденкофен, баварски херцогски съветник, хауптман на Бургхаузен, управител на Васербург ам Ин и Егенфелден.

## Биография
Роден е на 4 октомври 1573 година в дворец Зьолденау в Ортенбург. Той е вторият син на граф Улрих III фон Ортенбург (1532 – 1586) и втората му съпруга Катарина фон Валдбург (1545 – 1590), дъщеря на Георг IV фон Валдбург-Волфег-Цайл (1523 – 1556/1557) и Йохана фон Раполтщайн (1525 – 1569). Внук е на граф Александер фон Ортенбург (1501 – 1548) и Регина Бианка фон Волкенщайн († 1539). По-големият му брат е Карл II фон Ортенбург (* 1572; † 8 ноември 1591, Падуа).
Граф Йоахим I фон Ортенбург (1530 – 1600) е заложил графството Ортенбург през 1600 г. и Георг се стреми заедно с чичо си Хайнрих VII (1556 – 1603) да изплати тези задължениия.
Георг IV фон Ортенбург умира на 13 април 1627 г. в Бургхаузен, Горна Бавария, на 53-годишна възраст. Той не успява да върне графството, но запазва правата си.

## Фамилия
Георг IV фон Ортенбург се жени на 26 септември 1601 г. за графиня Анна Мария фон Лайнинген-Дагсбург-Фалкенбург († сл. 1631), дъщеря на граф Емих XI фон Лайнинген-Дагсбург-Фалкенбург (1540 – 1593) и фрайин Урсула фон Флекенщайн (1553 – 1595). Те имат децата:
- Фридрих фон Ортенбург (* 26 юли 1603; † 7 март 1605)
- Анна Катарина фон Ортенбург (* 6 септември 1604; † 17 ноември 1604)
- Филип Волфганг фон Ортенбург (* 12 юли 1605; † 4 ноември 1605)
- Анна Йохана фон Ортенбург (* 13 юли 1606; † 19 март 1661), омъжена за Хайнрих Херкулес фон Милхлинг цу Бургмилхлинг
- Георг Райнхард фон Ортенбург (* 28 август 1607; † 4 септември 1666), имперски граф на Ортенбург-Нойортенбург (1658 – 1666), господар на графството Ортенбург, женен на 7 ноември 1644 г. за графиня Естер Доротея фон Крихинген-Пютлинген (* 1617; † 9 февруари 1713)
- Анна София фон Ортенбург (* 5 февруари 1609; † 9 август 1686), омъжена за фрайхер Георг Албрехт фон Волфщайн (* 26 април 1600; † 23/25 март 1658)
- Кристиан фон Ортенбург (* 28 ноември 1616; † 11 септември 1684), имперски граф на Ортенбург (1666 – 1684), господар на Зьолденау, Еглхам-Нойдек, губернатор на Амберг, женен 1640 г. за графиня Мария Катарина Фугер цу Кирхберг и Вайсенхорн (* 25 януари 1609; † 9 юли 1685)